# Kap Verde vid världsmästerskapen i simsport 2022
Kap Verde tävlade vid världsmästerskapen i simsport 2022 i Budapest i Ungern mellan den 17 juni och 3 juli 2022. Kap Verde hade en trupp på två idrottare.

## Simning
| Idrottare  | Gren                         | Heat    | Heat      | Semifinal        | Semifinal        | Final            | Final            |
| Idrottare  | Gren                         | Tid     | Placering | Tid              | Placering        | Tid              | Placering        |
| ---------- | ---------------------------- | ------- | --------- | ---------------- | ---------------- | ---------------- | ---------------- |
| Jayla Pina | Damernas 50 meter bröstsim   | 34,97   | 45        | Gick inte vidare | Gick inte vidare | Gick inte vidare | Gick inte vidare |
| Jayla Pina | Damernas 100 meter bröstsim  | 1.15,80 | 45        | Gick inte vidare | Gick inte vidare | Gick inte vidare | Gick inte vidare |
| Troy Pina  | Herrarnas 50 meter frisim    | 26,45   | 79        | Gick inte vidare | Gick inte vidare | Gick inte vidare | Gick inte vidare |
| Troy Pina  | Herrarnas 50 meter fjärilsim | 27,33   | 62        | Gick inte vidare | Gick inte vidare | Gick inte vidare | Gick inte vidare |